# Armadillo (kräftdjur)
Armadillo är ett släkte av kräftdjur. Armadillo ingår i familjen Armadillidae.

## Dottertaxa tillArmadillo, i alfabetisk ordning[1]
- Armadillo acapulcensis
- Armadillo affinis
- Armadillo albipes
- Armadillo albomaculatus
- Armadillo albomarginatus
- Armadillo albus
- Armadillo alievi
- Armadillo almerius
- Armadillo ankaratrae
- Armadillo arcuatus
- Armadillo benitensis
- Armadillo bituberculatus
- Armadillo bolivari
- Armadillo borelli
- Armadillo carmelensis
- Armadillo cassida
- Armadillo cinereus
- Armadillo collinus
- Armadillo confalonierii
- Armadillo conglobator
- Armadillo erythroleucus
- Armadillo euthele
- Armadillo exter
- Armadillo flavescens
- Armadillo glomerulus
- Armadillo graevei
- Armadillo haedillus
- Armadillo hirsutus
- Armadillo immotus
- Armadillo infuscatus
- Armadillo insularis
- Armadillo interger
- Armadillo intermixtus
- Armadillo jordanius
- Armadillo kinzelbachi
- Armadillo latifrons
- Armadillo liliputanus
- Armadillo makuae
- Armadillo mayeti
- Armadillo minutus
- Armadillo moncayotus
- Armadillo montanus
- Armadillo nigromarginatus
- Armadillo obliquedens
- Armadillo officinalis
- Armadillo pallidus
- Armadillo platypleon
- Armadillo proximatus
- Armadillo pseudomayeti
- Armadillo pygmaeus
- Armadillo quadritracheatus
- Armadillo rhodesiensis
- Armadillo rouxi
- Armadillo salisburyensis
- Armadillo sennai
- Armadillo sodalis
- Armadillo solumcolus
- Armadillo sordidus
- Armadillo stuckchensis
- Armadillo transpilosus
- Armadillo troglophilus
- Armadillo tuberculatus